# Natasha Kaiser-Brown
Natasha Kaiser-Brown, född den 14 maj 1967, är en amerikansk före detta friidrottare som tävlade i kortdistanslöpning.
Kaiser-Brown deltog vid Olympiska sommarspelen 1992 där hon ingick i det amerikanska stafettlaget på 4 x 400 meter som blev silvermedaljörer. Vid VM 1993 blev hon tvåa på 400 meter efter Jearl Miles-Clark på tiden 50,17. Tillsammans med Miles-Clark, Gwen Torrence och Maicel Malone-Wallace vann hon guld på 4 x 400 meter. Tiden 3.16,71 är fortfarande mästerskapsrekord på distansen.
Hon deltog även vid inomhus-VM 1997 där hon blev utslagen i semifinalen på 400 meter.

## Personliga rekord
- 400 meter - 50,17